# Mimonthophagus pictisternum
Mimonthophagus pictisternum là một loài bọ cánh cứng trong họ Bọ hung (Scarabaeidae).